# Guidobaldo
Guidobaldo  è un nome proprio di persona italiano maschile.

## Varianti
- Femminili: Guidobalda[1]

### Varianti in altre lingue
- Germanico: Witbald[3], Witbold[3], Witpold[3], Witupald[3], Guidobald[3]
- Tedesco: Guidobald

## Origine e diffusione
Deriva dal nome germanico Witbald, formato da widu ("foresta", "legno") combinato con bald ("coraggioso") oppure con walda ("potenza"). In qualche caso può anche essere considerato un nome composto, ricavato dall'unione di Guido e Baldo.
La sua diffusione in Italia è dovuta principalmente alla fama di Guidobaldo da Montefeltro, principe di Urbino e grande mecenate; ad oggi è però considerato antiquato, e quindi molto poco usato.

## Onomastico
Si tratta di un nome adespota, in quanto non è portato da alcun santo; l'onomastico si festeggia quindi il 1º novembre, in occasione di Ognissanti.

## Persone

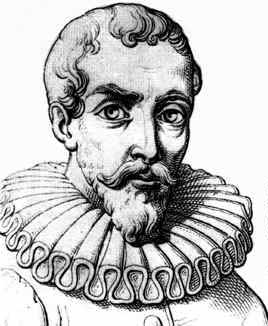
Guidobaldo Del Monte

- Guidobaldo da Montefeltro, duca di Urbino
- Guidobaldo II Della Rovere, duca di Urbino
- Guidobaldo Del Monte, matematico, filosofo e astronomo italiano
- Guidobaldo Gondi, banchiere italiano
- Guidobaldo Thun, cardinale e arcivescovo cattolico austriaco

### Varianti
- Guidubaldo Bonarelli della Rovere, poeta e drammaturgo italiano
- Guidobald von Thun und Hohenstein, cardinale e arcivescovo cattolico austriaco